# Gérard Legrand
Gérard Legrand (* 5. Juli 1927 in Paris; † 3. Dezember 1999 ebenda) war ein französischer Lyriker des Surrealismus und Filmkritiker.

## Leben
Während der deutschen Besetzung seines Landes machte Legrand die Bekanntschaft einiger surrealistischer Künstler und begann sich für diese Kunstrichtung zu begeistern. Nach der Befreiung von Paris (→La Libération) lernte Legrand André Breton kennen und arbeitete ab Dezember 1948 mit ihm eng zusammen.
1957/1958 betreute Legrand auf Wunsch Bretons die Zeitschrift „Art magique“ und im Anschluss daran leitete er die Zeitschrift „Bief“. Politisch interessiert war Legrand gegen die französische Kolonialpolitik und demonstrierte im Algerienkrieg gegen die Französische Doktrin. Zusammen mit seinem Kollegen Robert Benayoun und vielen anderen gehörte Legrand am 6. September 1960 zu den Unterzeichnern des Manifests der 121 (Déclaration sur le droit à l’insoumission dans la guerre d’Algerie).
Ab 1962 konnte Legrand seine Filmkritiken regelmäßig in der Zeitschrift „Positif“ veröffentlichen. Dadurch wurde Yves Baudrier auf ihn aufmerksam und holte ihn als Dozenten an das Institut des hautes études cinématographiques. Ab 1969 verließ Legrand langsam den Surrealismus und widmete sich intensiver dem Film und seinen eigenen literarischen Werken. Er schloss sich der Künstlervereinigung Maitenant an und veröffentlichte immer häufiger in der Zeitschrift „Coupure“.
Mit 72 Jahren starb Gérard Legrand in Paris und fand dort auch seine letzte Ruhestätte.

## Werke (Auswahl)

### Als Autor
Biografien
- Gauguin. Bordas, Paris 1966.
- Giorgio de Chirico. Éd. Filipacchi, Paris 1975.
  - Deutsch: Giorgio de Chirico. Rembrandt-Verlag, Berlin 1975. ISBN 3-7925-0239-9.
- André Breton et son temps. Le Soleil Noir, Paris 1976. ISBN 2-85131-004-6.
- Paolo et Vittorio Taviani. Cahiers de Cinéma, Paris 1990. ISBN 2-86642-096-9.
- Otto Preminger (= Rétrospectives). Cinématique Française, Paris 1993. ISBN 2-87340-089-7.

Gedichte
- De pierres de mouvance. Éd. surréalistes, Paris 1953.
- Siècles ciselés. Éd. Maintenant, Paris 1973.
- Le retour du printemps. Le Soleil Noir, Paris 1974. ISBN 2-85131-001-1.
- Le redoute aux oiseaux. Éd. Oasis, Paris 1977. (illustriert von Guy Roussille)

Sachbücher
- Cinémanie. Stock, Paris 1979. ISBN 2-234-01103-5.
- L’art romantique. L’age des révolutions. Bordas, Paris 1989. ISBN 2-04-018509-7.
- zusammen mit Bernard Eisenschitz und Noël Simsolo: M le maudit. Calman-Lévy, Paris 1990. ISBN 2-7021-1920-4.
- zusammen mit Dominique Wahiche, Françoise Maître und Valerie Vidal: L’art de la renaissance (= Comprendre et reconnaître). Larousse, Paris 1999. ISBN 2-03-505512-1.

### Als Herausgeber
- Comte de Lautréamont: Poésies. Le Terrain Vague, Paris 1960.
- Dictionnaire de philosophie. Bordas, Paris 1973. ISBN 2-04-015206-7.